# Genetics
Genetics è una rivista accademica fondata nel 1916 dal genetista George Harrison Shull che si occupa di genetica, ereditarietà genetica, biochimica e biologia molecolare.